# Kløvermarken (Espergærde)
Kløvermarken er en gade i Espergærde, som strækker sig fra Mørdrupvej i nord til Kofoed Anchersvej i syd. Gaden passerer Espergærde Station mod øst og Espergærdecentret mod vest. Fra Kløvermarken udgår Fredensvej, Nørremarken og Søndermarken.

## Historie
Indtil 2. verdenskrig udviklede Espergærde sig alene på østsiden af Kystbanen; vest for banen fandtes kun få udfaldsveje: Mørdrupvej i nord til Mørdrup, Stokholmsvej (opkaldt efter en gård vej vejen) og Tibberupvej i syd til Tibberup. Espergærde havde udviklet sig til Tikøb Kommunes største by, og befolkningsvæksten fortsatte efter krigen. Under disse forhold begyndte et nyt vejnet at udvikle sig vest for Kystbanen, i første omgang på områder nærmest ved stationen.
I 1947 stiftedes "Tikøb Kommunes Andelsboligforening", og denne ønskede at opføre 6 boligblokke i 2,5-3 og 4 etager i røde håndstrøgne mursten og med tegltag med halvvalm i gavlene. I 1953 blev der opført en ny etagebebyggelse på det vestlige hjørne mellem Mørdrupvej og Kløvermarken kaldet "Skovparken" med i alt 68 lejligheder. Karakteristisk for tiden blev denne opført med planlagte butikker i stueetagen i den ene af boligblokkene.
I årene 1956 og igen i 1959 blev der opført en ny etageboligbebyggelse mellem Kystbanen og Kløvermarken, henholdsvis 36 og 54 lejligheder på vegne af Espergærde Andelsboligforening. På samme tidspunkt begyndte planerne for byudvikling på vestsiden af Kløvermarken, kendt som "Den hvide By". I forbindelse hermed anlagdes en ny vej, Søndermarken, for at forbinde Kløvermarken med Hovvej mod vest og med et planlagt nyt butikscenter på hjørnet af Kløvermarken og Søndermarken.
Opførelsen af Espergærdecenteret begyndte i 1963, og første etape blev indviet i 1964. Centeret er senere blevet udvidet i flere omgange, således med anden etape i 1967. I forbindelse med centerets udvikling blev nogle huse bygget langs en sidevej til Kløvermarken, Stejlevej, nedrevet. Navnet Stejlevej skyldtes, at arealet i en periode havde været udnyttet af Espergærdes fiskere som stejleplads for tørring af fiskegarn.
Kløvermarken er fortsat en af byens vigtigste veje, blandt andet udnyttes den af flere buslinjer, som har endestation ved Espergærde Station.